# Tojodži Takahaši
Tojodži Takahaši (japonsky 高橋 豊二, 1913 – 5. března 1940) byl japonský fotbalista.

## Klubová kariéra
Hrával za Tokijskou císařskou univerzitu.

## Reprezentační kariéra
S japonskou reprezentací se zúčastnil Letních olympijských her 1936.